# タージ・マハル旅行団
タージ・マハル旅行団（Taj Mahal Travelers）は、1969年に小杉武久を中心に結成され、ジャズ、ロック、現代音楽などあらゆるジャンルの要素を融合させた音楽集団。ヴァイオリン、ダブルベース、チューバ、トランペット、マンドリンなどの伝統的な楽器を用いたが、演奏方法は、ディレイなどの電子エフェクターを使用し、即興演奏で行われた。

## メンバー
- 小杉武久 （エレクトリック・ヴァイオリン、ハーモニカ、ヴォイス他）
- 長谷川時夫 （ヴォイス、パーカッション他）
- 永井清治 （トランペット、シンセサイザー、ティンパニ他）
- 小池龍 （ダブルベース、サントゥール、ヴォイス他）
- 土屋幸雄 （チューバ、パーカッション、ヴォイス他）
- 木村道弘 （ヴォイス、パーカッション、マンドリン他）
- 林勤嗣 （エンジニア他）

## 来歴
1969年に小杉武久、長谷川時夫、小池龍、永井清治、木村弘道、土屋幸雄、林勤嗣によって結成され、最初のセッションを消防会館で行う。「STATION 70」（東京）で毎週コンサート。ロック・バンドとのライブからアート・ギャラリー、会館まで、多数のイベントに出演。
1971年6月「ユートピア&ビジョンズ」音楽祭・渡欧のためのコンサート（後楽園アイスパレス）。
テレビ番組「スタジオ2001」（NHK）に出演。
ラジオ番組「ポップティングプラザ・タージマハル旅行団」（FM東京）に出演。
1971年7月〜9月、パリ・コミューン100年祭・ユートピア＆ビジョンズ展（ストックホルム現代美術館）で3か月間連日演奏。
1971年9月〜10月、ヨーロッパコンサートの旅（ストックホルム、ゲーデルボルグ、コペンハーゲン、ブリュッセル、ロンドン）。HAGAHUSET（ゲーデルボルグ）、ダグマー劇場、モンマルトルジャズハウス（コペンハーゲン）でコンサート。このツアーの後、主要なメンバーはワゴン車に乗って、中近東を経てインド・タージ・マハルに至るまで11か月間に渡って旅し演奏した。その映像が後にDVDとして発売されている。
ラジオ・ライブ録音（ブリュッセル・ラジオ、ラジオ・ブレーメン）。Amos Anderson Konstmuseum（ヘルシンキ）でコンサート。
1971年11月、Young Vic Theatre（ロンドン）でコンサート。Nikolaj Church（コペンハーゲン）でコンサート。
1971年12月、ブリュッセル現代音楽祭参加。
1972年に、東京・赤坂草月会館ホールでのライブを1stアルバム『July 15, 1972』(CBSソニー)としてリリース。
1972年12月、BBC放送のテレビ番組「Music fusion」に出演。
1973年8月、テレビ番組「題名のない音楽会」（NET）に出演。
1973年9月、ギャラリーMATO GROSSO（東京）で毎週コンサート開始（1975年4月まで）。スリーポイント（東京）にて毎月コンサート（1975年8月まで）。
1973年10月、新潟県民会館でコンサート。
テレビ出演 インド音楽「NHK教育テレビ」。国際工業デザイナーズ会議（京都）で演奏。
1973年11〜12月、ESPACE GRAUNDコンサート（東京）。東京大学、埼玉大学、上智大学、日本大学でコンサート。
1973年5月、日比谷野外ロックコンサートに参加。マンダラ（東京）にてコンサート。
1974年5月、テレビ出演「宗教と音楽」（NHK教育テレビ）。
1975年2月、テレビ出演「前衛音楽」（NHK教育テレビ）。
1975年には、東京でのライブを、2ndアルバム『August 1974』(日本コロムビア）としてリリース。
1976年頃、小池龍と土屋幸雄が宗教活動に入るのを機にグループを去り、小杉武久も脱退、その後グループは自然消滅的に活動を停止した。

## ディスコグラフィー
アルバム
- July 15, 1972 (1972) ※東京・赤坂草月会館ホールでのライブ盤
- August 1974 (1975) ※1974年の東京でのライブ盤
- Live In Stockholm 1971 (2008) ※1971年のオランダ・ストックホルムでのライブ盤

オムニバス
- OZ Days Live (1973) ※吉祥寺のロック喫茶「OZ」 の閉店時に制作されたライブ盤、アシッドセブン、都落ち、南正人、タージ・マハル旅行団、裸のラリーズの音源を収録

DVD
- 「旅」について（On "Tour"） (2008) ※1971～72年、渡欧、中近東を経てインドまで11ヶ月間に渡って旅し演奏したドキュメント映像